# Brasinca Uirapuru
Brasinca Uirapuru — спортивний автомобіль, що виготовлявся в Бразилії впродовж 1964 — 1966 рр. Через значні затрати на виробництво було виготовлено всього 77 екземплярів, з яких 3 кабріолети.
Автомобіль мав демонструвати та просувати можливості компанії Brasinca, що виготовляла вантажівки, штамповані деталі для інших виробників.
Brasinca Uirapuru комплектувався 6-циліндровим рядним двигуном від вантажівки Chevrolet. Агрегат мав робочий об'єм 4271 см3, три карбюратори SU. Модель 4200 GT мала максимальну потужність 155 к.с., наступні 4200 S — 163 к.с. (через змінений механізм газорозподілу), 4200 GTS — 170 к.с. Максимальна швидкість моделі 4200 GT становила близько 200 км/год (124 милі/год), розгін 0—100 км/год (0—62 милі/год) 10,4 с. Автомобіль візуально схожий з Jensen Interceptor, що виготовлявся з 1966 р. (з року, коли припинилося виробництво Uirapuru).
На відміну від багатьох тодішніх спортивних автомобілів зі склопластиковим кузовом, Brasinca Uirapuru мала стальний кузов з тримальною основою, виконаний вручну. Також це був один з перших бразильських автомобілів, які випробовували у аеродинамічній трубі Технологічного інституту авіації (Aeronautical Technological Institute, ATI) у Сан-Жозе-дус-Кампус.